# Pokochać
Pokochać (ang. Beloved) – amerykański dramat filmowy z 1998 roku w reżyserii Jonathana Demmego, zrealizowany na podstawie powieści Toni Morrison.

## Fabuła
1873 rok. Sethe była niewolnicą. Mieszka z córką w domu, który odziedziczyła po teściowej. Mieszka z Paulem D – swoją miłością. Pewnego dnia w domu pojawia się dziewczyna o imieniu Beloved. Jej obecność zburzy rodzinny spokój.

## Główne role
- Oprah Winfrey – Sethe
- Danny Glover – Paul D Garner
- Thandie Newton – Beloved
- Kimberly Elise – Denver
- Beah Richards – Baby Suggs/Grandma Baby
- Lisa Gay Hamilton – Młodsza Sethe
- Albert Hall – Stamp Paid